# Maras (Peru)
Maras is een distrito van de Urubamba-provincia in de regio Cuzco van Peru, op 40 kilometer afstand van de regionale hoofdstad Cuzco. Het is gelegen aan de heilige vallei van de Inca's.

## Zout
Een lokale toeristische bezienswaardigheid zijn de zoutpannen van Maras. Volgens de plaatselijke overlevering wordt daar al sinds de Incatijd zout gewonnen. Er zijn honderden zoutpannen aangelegd waar zout bronwater in wordt geleid. Dit water komt uit het binnenste van de bergen. Door de warmte van de zon verdampt het water, het zout blijft liggen.